# تپه گرد ممند
تپه گرد ملا سلیمان مربوط به هزاره اول (پیش از میلاد) - دوره اسلامی قرن ۶ تا ۸ ه.ق است و در شهرستان پیرانشهر، بخش مرکزی، دهستان منگور غربی، روستای کانی سیب واقع شده است. این اثر در تاریخ ۳۰ دی ۱۳۸۵ با شمارهٔ ثبت ۱۶۸۵۶ به عنوان یکی از آثار ملی ایران به ثبت رسیده است.